# 日本書紀

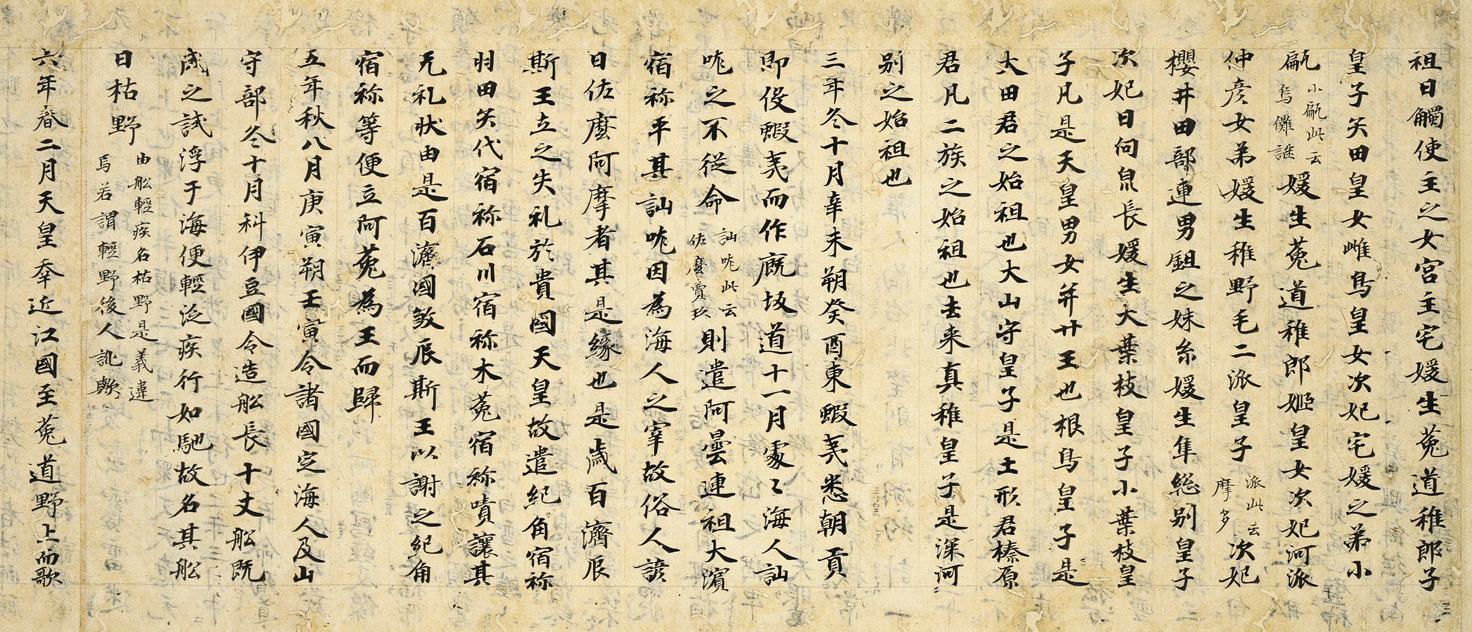
《日本书纪》平安时代抄本

《日本書紀》（日语：／ Nihon shoki）是日本留傳至今最早之正史，六國史之首，原名《日本紀》，人親王等人所撰，於西元681年至720年（養老4年）完成。記述神代乃至持統天皇時代的歷史。全三十卷，一和二卷讲神代，三到三十卷从神武天皇讲到持統天皇，採用漢文編年體寫成。系譜一卷，如今已亡佚。

## 歷史
編纂的起因在於經壬申之亂而取得政權之天武天皇欲向外宣示自身之皇統而下令編成。
依《古語拾遺》所述，「上古之世，未有文字，貴賤老少，口口相傳，前言往行，存而不忘。」在編纂《日本書紀》之前，並沒有正式的文獻記載，僅有口耳傳說，且日本與朝鮮相同，當時以漢文作為正式的官方語言，考慮到文字之華美性，是以編纂《日本書紀》時，多半借用中國典籍上之文字與故事，拿來描述補足上代所傳承之傳說，是其一大特色。
在《日本書紀》之外，當時亦有《古事記》《風土記》等等各種書籍傳世，比照其紀錄，或有重疊，或有相違，是紀錄口傳文學時必定產生之現象。由此可以想像，當時的傳說已有多種版本，非一時、一地、一人所造，而《日本書紀》之目的，即在編列出為準之「定本」。
於《古事記》序中有云：「余聞諸家所傳帝紀、本辭，有詭於事實者，或多加虛偽。若今不修其謬，唯恐數年之後，旨趣亡散佚矣。帝紀、本辭，乃我國組織之理，天皇政治之基，故欲撰帝紀、檢舊辭，去偽、定真，使傳後世。」目的之一，在令上古傳說、神話、歷史統一，有利於天皇政權。
就《日本書紀》之撰寫背景，其史觀以天皇家與中臣氏（藤原氏）為中心，而在齋部廣成之《古語拾遺》提出後齋部‧忌部氏之史觀後，其他氏族亦相仿行之，遂有物部氏史觀之《先代舊事本紀》以及姓氏錄等文獻問世。
篡改部分在於抹煞了「大友皇子」的即位紀錄，將天智天皇死後定為天武天皇元年，主張天武天皇繼位之正統性。後來在其餘史料中找到大友皇子之即位紀錄，是以於明治三年，追諡弘文天皇。

## 影响
日本帝国时期的国家格言，“八紘一宇”即出自此书 「上則答乾靈授国之德，下則弘皇孫養正之心。然後，兼六合以開都，掩八紘而為宇，不亦可乎？」（上は則ち乾霊の国を授けたまいし徳に答え、下は則ち皇孫の正を養うの心を弘め、然る後、六合を兼ねて以て都を開き、八紘を掩いて宇と為さん事、亦可からずや。）平安时代后，新天皇登基必须要开设书纪讲席，878年后，添加了“日本纪竟宴”。
由于虚构成分较多，家永三郎在《日本文化史》中说《日本書紀》不是史书而是“氏族社会的产物”。
在日本國誕生後，「日本書紀」成為使用日本國國號，建立日本國認同的第一本書籍，本書特色是將670年創立的「日本國」國號與「天皇」頭銜，追溯到西元前660年的神武天皇即位時期，並使用同一個「日本」國號，以主張全日本列島自古以來屬於天皇統治的政治區域；書中並進一步說明天皇與隼人君主雙方的祖先是由降臨鹿兒島的霧島山的神明後代。

## 目錄
- 卷第一　神代[上]
- 卷第二　神代[下]
- 卷第三　神武天皇　神日本磐余彥天皇
- 卷第四　綏靖天皇‧安寧天皇‧懿德天皇‧孝昭天皇‧孝安天皇‧孝靈天皇‧孝元天皇‧開化天皇（闕史八代）
- 卷第五　崇神天皇　御間城入彥五十瓊殖天皇
- 卷第七　景行天皇‧成務天皇
- 卷第九　神功皇后　氣長足姬尊
- 卷第十　應神天皇　譽田天皇
- 卷十一　仁德天皇　大鷦鷯天皇
- 卷十二　履中天皇‧反正天皇
- 卷十三　允恭天皇‧安康天皇
- 卷十四　雄略天皇　大泊瀨幼武天皇
- 卷十五　清寧天皇‧顯宗天皇‧仁賢天皇
- 卷十六　武烈天皇　小泊瀨稚鷦鷯天皇
- 卷十七　繼体天皇　男大跡天皇
- 卷十八　安閑天皇‧宣化天皇
- 卷十九　欽明天皇　天國排開廣庭天皇
- 卷二十　敏達天皇　渟中倉太珠敷天皇
- 卷廿一　用明天皇‧崇峻天皇
- 卷廿二　推古天皇　豐御食炊屋姬天皇
- 卷廿三　舒明天皇　息長足日廣額天皇
- 卷廿四　皇極天皇　天豐財重日足姬天皇
- 卷廿五　孝德天皇　天万豐日天皇
- 卷廿六　齊明天皇　天豐財重日足姬天皇
- 卷廿七　天智天皇　天命開別天皇
- 卷廿八　天武天皇[上]　天渟中原瀛真人天皇
- 卷廿九　天武天皇[下]　天渟中原瀛真人天皇
- 卷三十　持統天皇　高天原廣野姬天皇

## 脚註

### 出典
1. ↑   . 维基文库.
2. ↑  岡田英弘，譯者：陳心慧. . 八旗文化. 2016-10-05  [2019-02-25]. ISBN 9789869356220. （原始内容存档于2020-12-11） （中文（臺灣））.